# Elysius proba
Elysius proba là một loài bướm đêm thuộc phân họ Arctiinae, họ Erebidae.